# Wilschana (Romny)
Wilschana (ukrainisch Вільшана; russisch Ольшана Olschana) ist ein Dorf im Zentrum der ukrainischen Oblast Sumy mit etwa 2200 Einwohnern (2001).

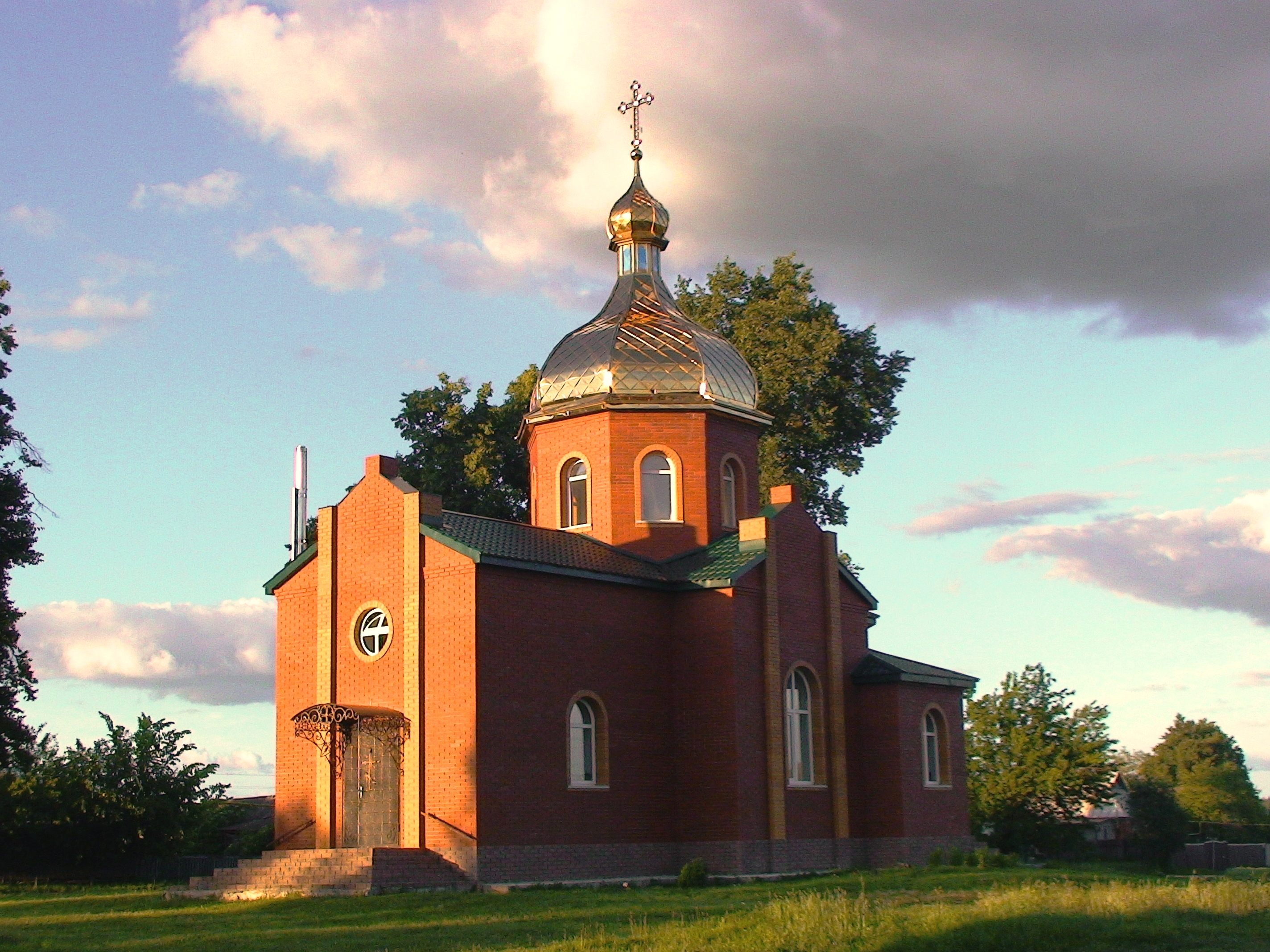
St.-Michael-Kirche im Dorf

Wilschana liegt im Osten des Rajon Romny am linken Ufer der Sula, einem Nebenfluss des Dnepr und an der Fernstraße N 07 zwischen dem etwa 60 km östlich liegenden Oblastzentrum Sumy und dem 12 km westlich liegenden ehemaligen Rajonzentrum Nedryhajliw.

## Verwaltungsgliederung
Am 5. Januar 2017 wurde das Dorf zum Zentrum der neugegründeten Landgemeinde Wilschana (Вільшанська сільська громада/Wilschanska silska hromada). Zu dieser zählen auch die 21 in der untenstehenden Tabelle Dörfer, bis dahin bildete es zusammen mit dem Dörfern Bilojarske, Fartuschyne, Filonowe, Nemudruji, Schapowalowe, Rewy und Wesnohirske die gleichnamige Landratsgemeinde Wilschana (Вільшанська сільська рада/Wilschanska silska rada) im Osten des Rajons Nedryhajliw.
Am 17. Juli 2020 kam es im Zuge einer großen Rajonsreform zum Anschluss des Rajonsgebietes an den Rajon Romny.
Folgende Orte sind neben dem Hauptort Wilschana Teil der Gemeinde:
| Name                     | Name         | Name                         |
| ukrainisch transkribiert | ukrainisch   | russisch                     |
| ------------------------ | ------------ | ---------------------------- |
| Bilojarske               | Білоярське   | Белоярское (Belojarskoje)    |
| Fartuschyne              | Фартушине    | Фартушино (Fartuschino)      |
| Filonowe                 | Філонове     | Филоново (Filonowo)          |
| Nemudruji                | Немудруї     | Немудруи (Nemudrui)          |
| Schapowalowe             | Шаповалове   | Шаповалово (Schapowalowo)    |
| Rewy                     | Реви         | Ревы                         |
| Wesnohirske              | Весногірське | Весногорское (Wesnogorskoje) |